# Tiberino (deus)

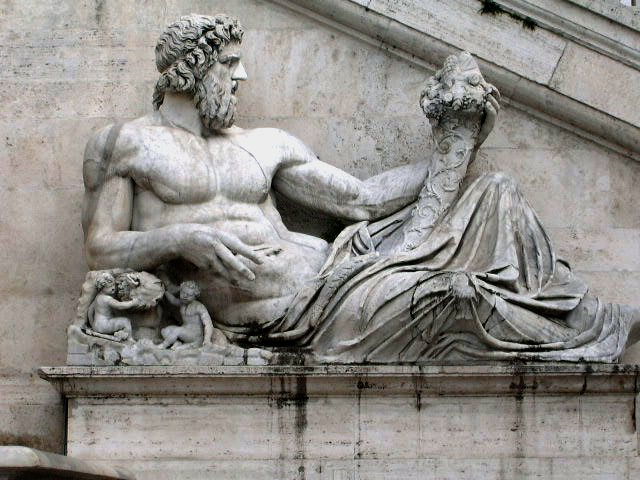
Tiberinus (estátua do Campidoglio, Roma).

Tiberino é uma figura da mitologia Romana. Ele foi adicionado aos 3.000 rios (filhos de Oceanus e Tétis), como o gênio do rio Tibre.

## Mitologia
De acordo com o Livro VIII do épico de Virgílio a Eneida, Tiberino ajudou Enéias depois de sua chegada na Itália sugerindo-lhe que buscar uma aliança com Evandro na guerra contra Turno e seus aliados (veja a fundação de Roma). Tiberino apareceu para Eneias, em um sonho, dizendo-lhe que tinha chegado a sua verdadeira casa. Tiberino também acalmou a água de modo que o barco de Eneias foi capaz de chegar a cidade com segurança.  Com Manto, Tiberino foi o pai de Ocno.
Tiberino também é conhecido como o deus rio, que encontrou os gêmeos Rômulo e Remo e deu-lhes a loba Lupa (que havia acabado de perder seus próprios filhotes) para dar de mamar. Mais tarde, ele resgatou e casou-se com Reia Silvia, a mãe dos gêmeos e uma Virgem Vestal que tinha sido condenado à morte.

## Galeria

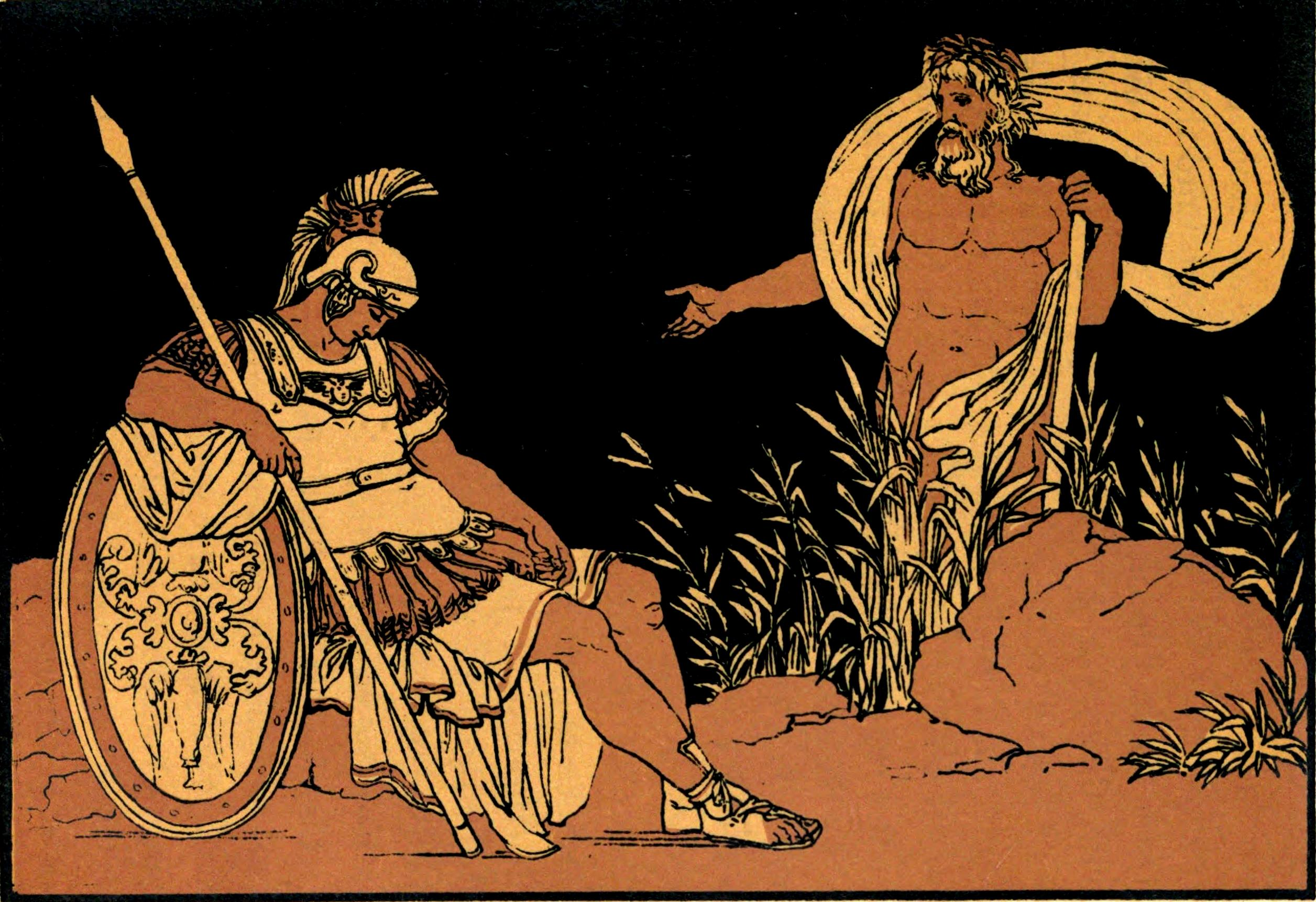
Enéias e Tiberino por Bartolomeo Pinelli
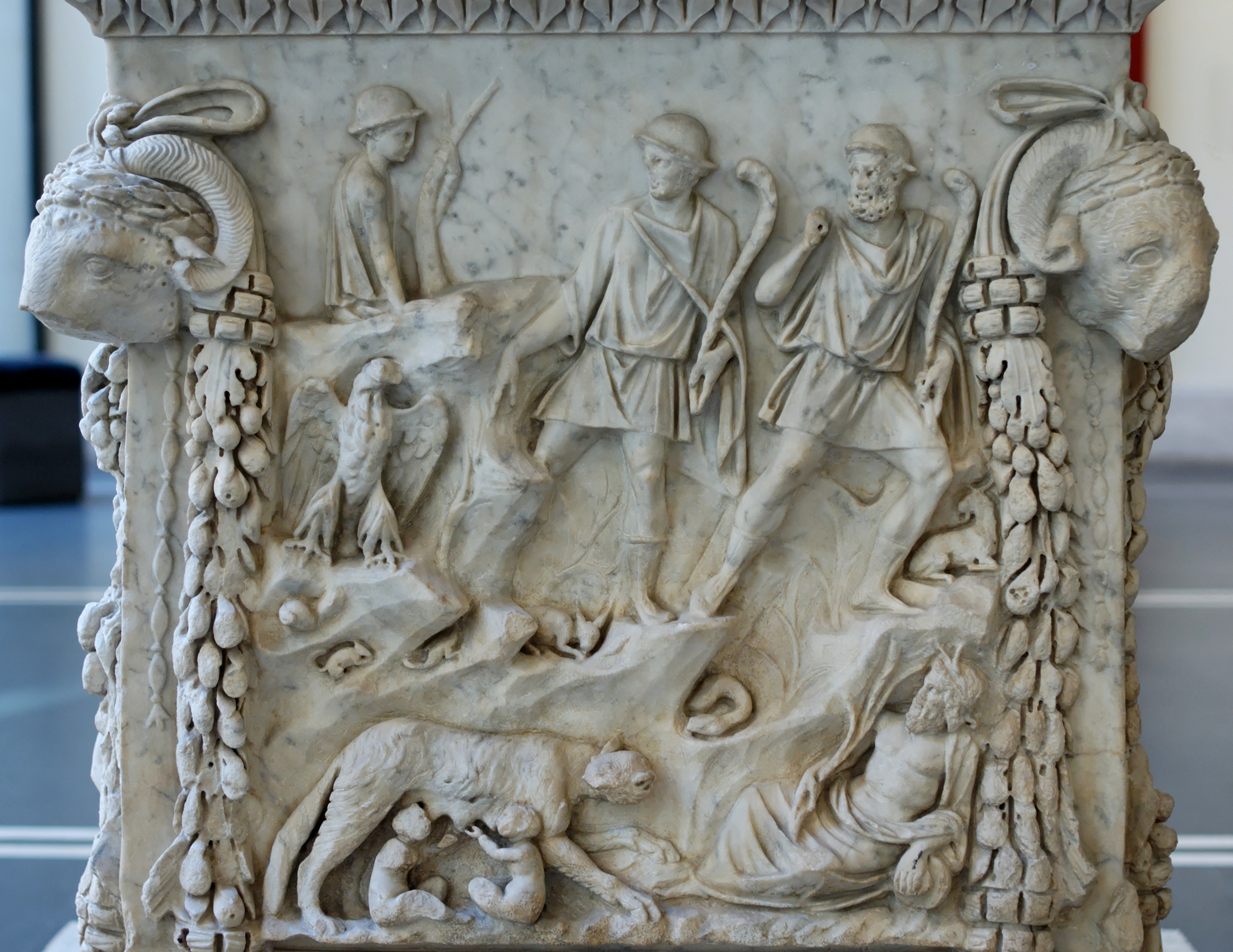
Altar, mostrando Tiberino (na parte inferior direita), mostrando os gêmeos